# Made Men
Made Men (Alternativtitel: Made Men – Die Abrechnung) ist eine US-amerikanische Actionkomödie des Regisseurs Louis Morneau aus dem Jahr 1999.

## Handlung
Der Mafioso Bill Manucci stiehlt der Mafia 12 Millionen US-Dollar. Er wendet sich an die Justizbehörden, sagt gegen die Mafia aus und wird in das Zeugenschutzprogramm aufgenommen. Er und seine Frau Debra werden im kleinen Ort Harmony im Südwesten der Vereinigten Staaten versteckt.
Manucci wird von den Mafiosi in Harmony gefunden und kämpft gegen sie. Auch der Sheriff des Ortes, Dex Drier, will das gestohlene Geld übernehmen. Es stellt sich heraus, dass Debra eine Affäre mit Drier hat und sie diejenige war, die den Versteckort an die Mafiosi verriet. Drier erfährt, dass die gestohlene Summe 12 Millionen US-Dollar beträgt, während Debra ihn anlog, es ginge um 120 Tsd. US-Dollar. Daraufhin wird Debra von Drier erschossen. Drier will ebenfalls Manucci töten, er wird jedoch von Miles erschossen.
Miles gibt sich zuerst als ein FBI-Mitarbeiter aus, später entpuppt er sich als einer der Gangster. Er foltert Manucci, bis dieser ihm den Schlüssel zum einen Schließfach übergibt. Das Schließfach erweist sich jedoch später als leer, währenddessen zieht Manucci mit dem Geld auf die Cayman-Inseln.

## Hintergrund
Der Film wurde im amerikanischen Bundesstaat Utah in Provo und in Spanish Fork gedreht.

## Kritiken
Ryan Cracknell schrieb im Apollo Movie Guide, der Film hätte ein „solider Actionfilm“ sein können, was jedoch seine letzte halbe Stunde „ruiniere“. Die Witze seien in diesem Teil beinahe rassistisch. Die „absurden Charaktere“ würden „etwas zu bizarr“ wirken. Der Film sei trotzdem „halbwegs unterhaltsam“, wenn man „geistlose Action“ suche.
Die Zeitschrift TVdirekt schrieb, der Film beinhalte „coole Action“, aber seine Charaktere seien absurd.
Cinema fand den „perfide[n] Plot“ erheiternd und meinte, die Stars könnten „vor Saft und Kraft kaum laufen“. Das Fazit der Seite lautet: „Ein wahrhaft oberdreistes Machomovie.“
Das Lexikon des internationalen Films befand Made Men als einen „[z]wischen Actionthriller und Buddy-Komödie angesiedelte[n] Film“. Er biete Freunden des Genres „akzeptable Unterhaltung“, welche er jedoch „mit einer Menge rassistischer Understatements“ unterfüttere, auch dürfte „die etwas absurde Zeichnung der Charaktere“ „nicht jedermanns Sache sein“.